# Ipodoryctes guizhouensis
Ipodoryctes guizhouensis is een insect dat behoort tot de orde vliesvleugeligen (Hymenoptera) en de familie van de schildwespen (Braconidae). De wetenschappelijke naam van de soort werd voor het eerst geldig gepubliceerd door Tang & Chen in 2011.